# 螫毛果
螫毛果（学名：Cnestis palala）是牛栓藤科螫毛果属的植物。分布在印度尼西亚、马来西亚、老挝、泰国、越南、缅甸以及中国大陆的海南等地，生长于海拔200米至400米的地区，多生长在荫蔽灌丛中，目前尚未由人工引种栽培。